# Pascal Chaumeil
Pascal Chaumeil (Párizs 12. kerülete, 1961. február 9. – Párizs 13. kerülete, 2015. augusztus 27.) francia rendező és forgatókönyvíró. 

## Élete és pályafutása
Az 1980-as években rendezőasszisztensként kezdett, és olyan rendezőkkel dolgozott együtt, mint Pierre Tchernia és Luc Besson. Két César-díjra jelölték, mindkettőt a Szívrablók (2010) című filmért.
2015-ben hunyt el rákban.

## Filmográfia

### Film
| Év   | Magyar cím         | Eredeti cím             | Megjegyzések                                 |
| ---- | ------------------ | ----------------------- | -------------------------------------------- |
| 1995 |                    | Des hommes avec des bas | - rövidfilm - filmrendező és forgatókönyvíró |
| 2010 | Szívrablók         | Heartbreaker            | filmrendező                                  |
| 2012 | Véletlen boldogság | A Perfect Plan          | filmrendező                                  |
| 2014 | Hosszú út lefelé   | A Long Way Down         | filmrendező                                  |
| 2016 | Másodállás         | Odd Job                 | filmrendező                                  |

### Televízió
| Év        | Magyar cím       | Eredeti cím              | Megjegyzések                                                          |
| --------- | ---------------- | ------------------------ | --------------------------------------------------------------------- |
| 1998      | Sivatagi erőd    | Sands of Eden            | tévéfilm rendezője (stáblistán nincs feltüntetve)                     |
| 2001–2002 | Ügyvédek         | Avocats et Associés      | rendező (3 epizód)                                                    |
| 2000-2003 |                  | Blague à part            | rendező (2 epizód)                                                    |
| 2003      |                  | Clémence                 | tévéfilm rendezője                                                    |
| 2005–2006 |                  | Spiral                   | rendező (4 epizód)                                                    |
| 2006      |                  | Mer belle à agitée       | tévéfilm rendezője                                                    |
| 2006      |                  | L'État de Grace          | minisorozat rendezője (6 epizód)                                      |
| 2007–2014 | Született szülők | Fais pas ci, fais pas ça | - rendező (10 epizód) - színész (Francis Simoni szerepében; 1 epizód) |
| 2009      |                  | Duel en ville            | tévéfilm rendezője                                                    |
| 2015      |                  | Spotless                 | rendező (2 epizód)                                                    |
| 2016–2017 | Gyilkos fagy     | Glacé                    | sorozat megalkotója                                                   |

## Díjak és jelölések
Des hommes avec des bas (1995)
- Festival du Film Policier de Cognac - Legjobb rövidfilm

Szívrablók (2010)
- Globes de Cristal díj a legjobb filmnek
- Jelölve—César-díj a legjobb filmnek
- Jelölve—César-díj a legjobb elsőfilmes alkotásért

Véletlen boldogság (2012)
- Newport Beach Filmfesztivál - A zsűri díja a legjobb rendezőnek

## Fordítás
- Ez a szócikk részben vagy egészben  a   Pascal Chaumeil című angol Wikipédia-szócikk fordításán alapul.  Az eredeti cikk szerkesztőit annak laptörténete sorolja fel. Ez a jelzés csupán a megfogalmazás eredetét és a szerzői jogokat jelzi, nem szolgál a cikkben szereplő információk forrásmegjelöléseként.